# 파가
파가(波伽, ?~?)는 백제 부흥운동가이다.

## 생애
백제의 은솔(恩率) 관등이었던 그는 백제가 멸망하자 우술성(雨述城) 부흥운동을 전개했으며, 661년 7월, 신라가 고구려를 공격하려하자 신라군을 막았다.
그러나 9월에 주변 옹산성(甕山城)이 함락된데 이어 우술성 또한 신라군의 공격으로 무리 1,000여 명이 죽게 되자 신라에 항복했다.
신라의 왕은 투항한 그에게 급찬(級飡) 관등과 전택(田宅) 및 의물(衣物)을 하사했다.